# Vattrad malmätare
Vattrad malmätare (Eupithecia irriguata) är en fjärilsart som beskrevs av Jacob Hübner 1809/13. Vattrad malmätare ingår i släktet Eupithecia och familjen mätare. Enligt den finländska rödlistan är arten nära hotad i Finland. Arten är reproducerande i Sverige. Artens livsmiljö är friska och torra lundar. Inga underarter finns listade i Catalogue of Life.

## Bildgalleri

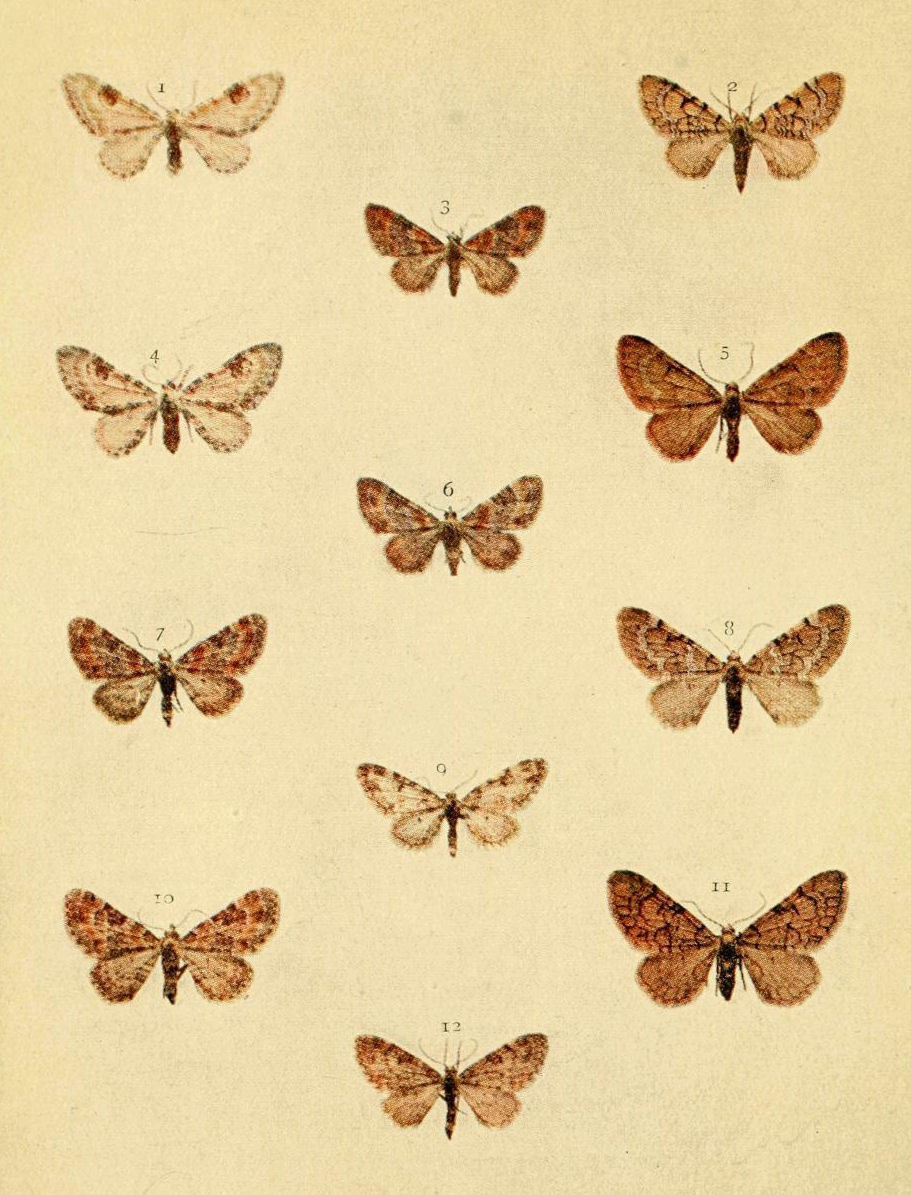